# بوكمينستر فوليرين
بوكمينستر فوليرين (أو كما يعرف اختصاراً باسم كرة بوكي) هو جزيء فوليرين له الصيغة C60، وهو أحد متآصلات الكربون، وله بنية جزيئية متكوّرة تشبه الكرة المستخدمة في لعبة كرة القدم، إذ أنها تتألف من عشرين حلقة سداسية الأضلاع واثنتا عشرة حلقة خماسية الأضلاع، وتكون ذرات الكربون على رؤوس تلك المضلعات.
سمي المركب على اسم المصمم الهندسي ريتشارد بوكمينستر فولر، والذي اشتهر بإنشاء وتصميم القبب الجيوديسية، والتي تشبه في تصميمها C60.

## التحضير
حضر بوكمينستر فوليرين لأول مرة من قبل روبرت كيرل وهارولد كروتو وريتشارد سمولي في جامعة رايس الأمريكية سنة 1985، وذلك بتسليط شعاع من الليزر على سطح قرص دوار من الغرافيت من أجل تبخيره، حيث أدى ذلك إلى تشكيل تكتلات عنقودية من ذرات الكربون في البلازما الناتجة، وكان جزيء C60 من بينها. جرى التأكد من البنية باستخدام تقنية مطيافية الكتلة. نتيجة هذا الاكتشاف حاز العلماء المذكورة أسماؤهم على جائزة نوبل في الكيمياء سنة 1996.
يوجد بوكمينستر فوليرين طبيعياً بكميات قليلة في السناج، كما يحضر مخبرياً بإجراء عملية تفريغ قوس كهربائي بين قطبين من الغرافيت مرتفعي النقاوة في وسط خامل من الهيليوم، ثم بإجراء عملية تنقية بالإذابة في مذيبات عضوية معينة، ثم بإجراء الفصل بالاستشراب.

## الخصائص
لا ينحل بوكمينستر فوليرين في الماء، لكنه بالمقابل ينحل بدرجات متفاوتة في العديد من المذيبات العضوية. لمحلول بوكمينستر فوليرين لون قرمزي، لكن البلورات الصلبة بالمقابل لها لون بني داكن، وذلك بسبب حدوث تغير في الفجوات الطاقية لحزم النطاق على المستوى الجزيئي.
يدخل جزيء بوكمينستر فوليرين في تفاعلات كيميائية مختلفة، حيث يمكن له على سبيل المثال أن يخضع لتفاعل هدرجة، وكذلك لتفاعل الهلجنة، مع العلم أن إضافة الفلور أو الكلور يؤدي إلى حدوث تغييرات في البنية الفراغية، بحيث يتغير شكل الجزيء من كرة إلى شكل أسطواني يشبه الطبل.

## الاستخدامات
يستخدم جزيء بوكمينستر فوليرين C60 بشكل واسع في مجال البحث العلمي، في حين أنه لا توجد للجزيء تطبيقات عملية على المستوى التجاري.

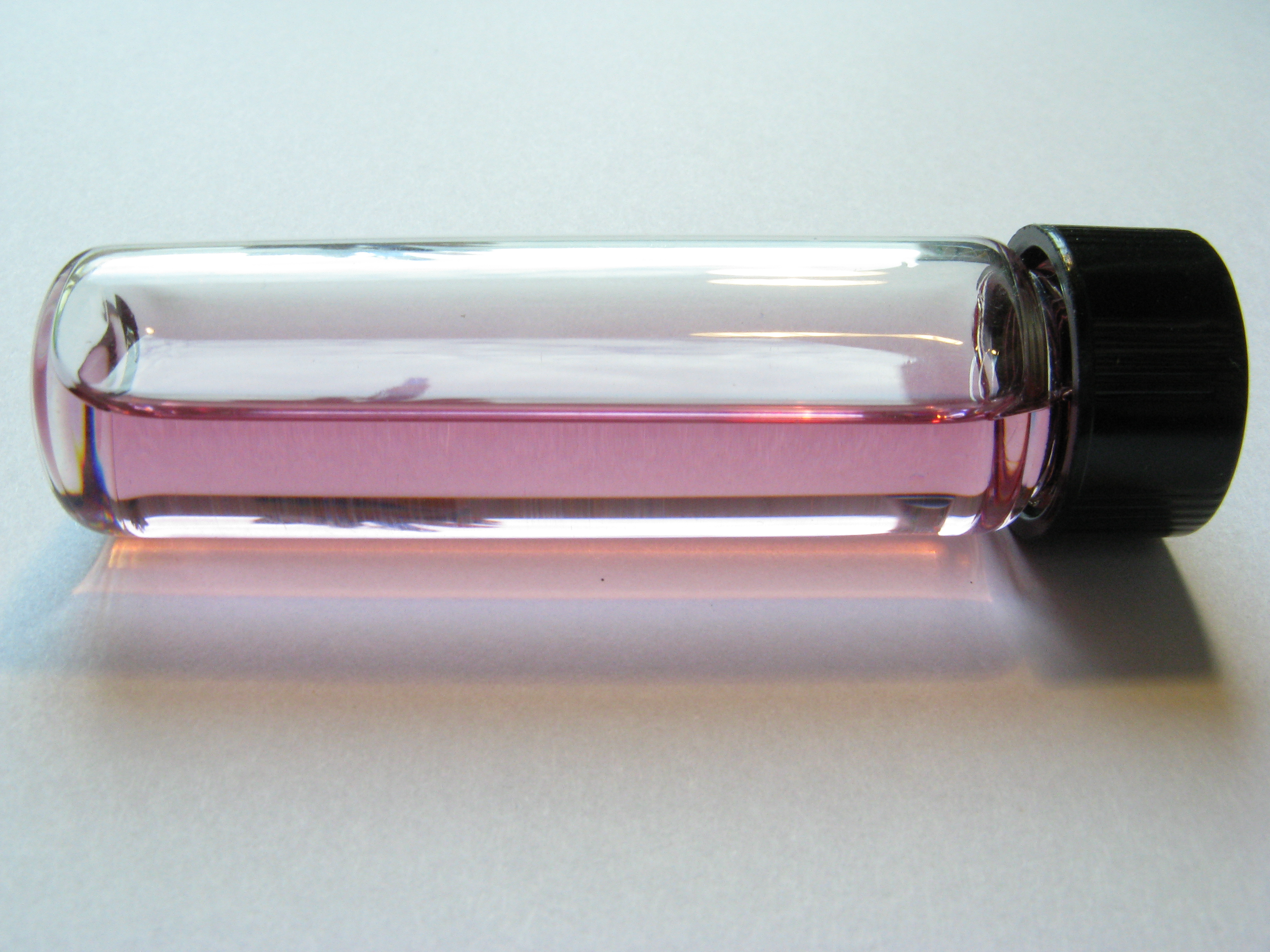
محلول من بوكمينستر فوليرين C60 النقي
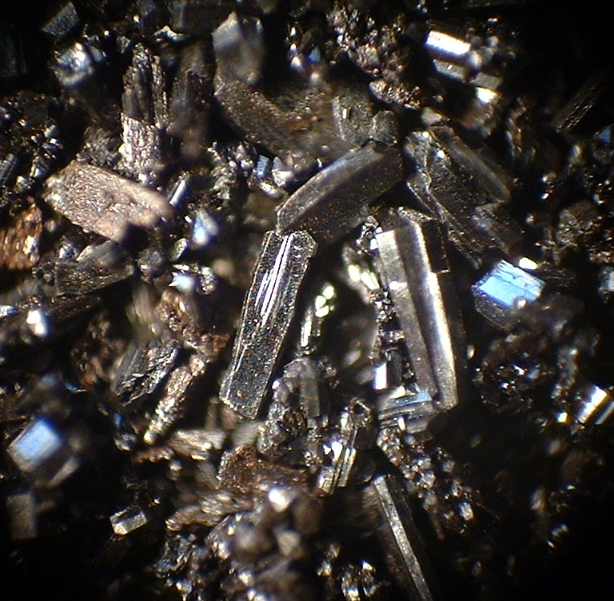
بلورات من بوكمينستر فوليرين

## اقرأ أيضاً
- فوليرين
- تآصل الكربون